# عصام بهیج
عصام بهیج (عربی: عصام بهيج؛ ۲۶ فوریهٔ ۱۹۳۱ – ۴ دسامبر ۲۰۰۸) یک ورزشکار اهل مصر بود.
از باشگاه‌هایی که در آن بازی کرده‌است می‌توان به باشگاه ورزشی زمالک و تیم ملی فوتبال مصر اشاره کرد.
وی همچنین در تیم ملی فوتبال مصر بازی کرده است.